# Galactica
Pour les articles homonymes, voir Battlestar Galactica (homonymie).
Galactica (Battlestar Galactica ou Battlestar Galactica 1978) est une série télévisée américaine en un pilote (parfois présenté en trois parties) de 135 minutes et 21 épisodes de 45 minutes, créée par Glen A. Larson.
La série a une suite, sortie en 1980 et qui se déroule environ 20 ans après les événements relatés dans cette série : Galactica 1980.

## Diffusions
La série est diffusée aux États-Unis entre le 17 septembre 1978 et le 29 avril 1979 sur le réseau ABC.
En France, plusieurs épisodes (dont le pilote) ont été remontés sous la forme de deux longs métrages – Galactica, la bataille de l'espace diffusé lors de sa première exploitation en salle avec le procédé Sensurround dont il marque l'échec commercial et l'abandon, puis Galactica, les cylons attaquent - sortis dans les salles de cinéma françaises respectivement les 17 janvier 1979 et 14 novembre 1979. Puis dix épisodes de la saison 1 sont diffusés du 4 juillet au 5 septembre 1981 dans l'émission Temps X: Spatial été, sur TF1. Galactica, la bataille de l'espace est diffusé à la télévision le 6 septembre 1982 dans l'émission L'Avenir du futur sur TF1. Rediffusion à partir de novembre 1987 sur Antenne 2, et à partir du 26 février 1988 sur La Cinq.
Au Québec, La Bataille de l'espace et Les cylons attaquent ont été diffusés les 11 et 15 septembre 1980, puis la série à partir du 29 octobre 1980 à la Télévision de Radio-Canada.

## Synopsis
Les Humains des Douze Colonies vivent dans une lointaine région spatiale où leurs ancêtres vinrent jadis s'établir. Après mille ans de guerre, ils sont vaincus par leurs ennemis les cylons, des robots créés par un peuple reptilien disparu, avec l'aide d'un traître, le comte Baltar.
Les survivants parviennent à fuir à bord de nombreux vaisseaux de transport formant une flotte hétéroclite sous la protection du dernier vaisseau de combat, le battlestar Galactica, et de son commandeur, Adama, un homme avisé qui prend la tête de cette assemblée de fugitifs.
Poursuivis par une flotte de cylons, ils se mettent à la recherche de la mythique 13e colonie, qui selon la légende serait allée s'établir sur une lointaine planète portant le nom de Terre. Chaque fois que possible, les cylons cherchent à attaquer et détruire le Galactica et le convoi de survivants qu'il protège mais c'est une tâche difficile car leur objectif s'éloigne des Douze Colonies et possède des forces de défense qui les tiennent en échec.
La série suit les aventures des deux héros principaux, Starbuck et Apollo, du commandant Adama, de leurs collègues et des deux jeunes femmes qui sont secrètement amoureuses des héros, Athéna et Cassiopée.

## Distribution
- Lorne Greene (VF : Jean Michaud) : commandant Adama
- Richard Hatch (VF : Yves-Marie Maurin, Bernard Murat pour le pilote en version cinéma) : capitaine Apollo
- Dirk Benedict (VF : José Luccioni, Jean-François Poron pour le pilote en version cinéma) : lieutenant Starbuck
- Herbert Jefferson, Jr. (VF : Serge Sauvion, Med Hondo pour le Pilote en version cinéma) : lieutenant Boomer
- John Colicos (VF : Pierre Garin, Henry Djanik pour le Pilote en version cinéma) : comte Baltar
- Maren Jensen (en) (VF : Claude Chantal) : lieutenant Athena
- Noah Hathaway : Boxey
- Laurette Spang (en) (VF : Catherine Lafond) : Cassiopeia
- Anne Lockhart (VF : Annie Balestra) : Sheba
- Terry Carter (VF : Daniel Gall, Jacques Deschamps pour le Pilote en version cinéma) : colonel Tigh
- Jane Seymour : Serina
- Lew Ayres : Président Adar
- Wilfrid Hyde-White : Anton
- Larry Manetti : Corporal Giles
- Ed Begley Jr. : Ensign Greenbean
- Dick Durock (en) & voix Patrick Macnee : Imperious Leader
- Tony Swartz (en) : Flight Sgt. Jolly
- Felix Silla : Lucifer
- Jonathan Harris (VF : Michel Gatineau) : Lucifer
- George Murdock (VF : Henry Djanik) : Dr Salik
- John Dullaghan (en) : Dr Wilker
- Leann Hunley (en) : 1st Girl Warrior
- Jack Stauffer (en) : Lieutenant Bojay
- Sarah Rush (en) : Flight Cpl. Rigel
- John Williams : Sire Montrose

## Épisodes
1. Galactica, la bataille de l'espace - 1re partie (Saga of a Star World)
2. Galactica, la bataille de l'espace - 2e partie (Saga of a Star World)
3. Galactica, la bataille de l'espace - 3e partie (Saga of a Star World)
4. Les Tombes de Kobol - 1re partie (Lost Planet of the Gods - Part 1)
5. Les Tombes de Kobol - 2e partie (Lost Planet of the Gods - Part 2)
6. Les Combattants perdus (The Lost Warrior)
7. La Patrouille lointaine (The Long Patrol)
8. Le Canon de la montagne glacée - 1re partie (Gun on Ice Planet Zero - Part 1)
9. Le Canon de la montagne glacée - 2e partie (Gun on Ice Planet Zero - Part 2)
10. Les Guerriers victorieux (The Magnificent Warriors)
11. Les Jeunes guerriers (The Young Lords)
12. Les Cylons attaquent - 1re partie (The Living Legend - Part 1)
13. Les Cylons attaquent - 2e partie (The Living Legend - Part 2)
14. Des flammes dans le ciel (Fire in Space)
15. La Guerre des Dieux - 1re partie (War of the Gods - Part 1)
16. La Guerre des Dieux - 2e partie (War of the Gods - Part 2)
17. La Voix du sang (The Man with Nine Lives)
18. Meurtre dans l'espace (Murder on the Rising Star)
19. Meilleurs vœux de la Terre - 1re partie (Greetings from Earth)
20. Meilleurs vœux de la Terre - 2e partie (Greetings from Earth)
21. L'Évasion (Baltar's Escape)
22. Opération Terra (Experiment in Terra)
23. Celestra (Take The Celestra)
24. La Main de Dieu (The Hand of God)

## Commentaires
- Le rôle du lieutenant Starbuck est interprété par Dirk Benedict, qui jouera par la suite Futé dans L'Agence tous risques. Le générique de la série comporte d’ailleurs un clin d’œil à Battlestar Galactica avec Futé croisant un Cylon dans les génériques des saisons 3 et 4. Son rôle de pilote aurait dû être confié à Don Johnson, mais son accent du Sud ne correspondait pas au rôle[6].
- Le budget de chaque épisode de la série a été évalué à 1 million de dollars[6].
- L'épisode pilote La Bataille de l'espace a été adapté sous forme de film pour le grand écran mais dans un montage raccourci.
- John Dykstra a travaillé sur les effets spéciaux du pilote (épisodes 1 à 3).
- Le scénario de l'épisode pilote (et de la série) est très fortement inspiré de l'exode des hébreux d’Égypte sous la conduite de Moïse. Les cylons représentent les Égyptiens, Adama est Moïse qui conduit son peuple vers la planète « Terre » promise. On y retrouve la traversée de la mer rouge (champs de mines) et même la séquence du Veau d'or à la fin de l'épisode pilote.
- Dans le premier épisode, Voyage dans le temps - 1re partie (Galactica Discovers Earth - Part 1), les images de la destruction fictive d'une ville par les cylons sont reprises du film Tremblement de terre, film catastrophe des années 1970, également avec Lorne Green.
- Richard Hatch, l'interprète d'Apollo, reviendra dans le reboot Battlestar Galactica dans le rôle de Tom Zarek. Lors de sa toute première apparition à l'écran, ce dernier fera face comme un miroir à Lee Adama, l'Apollo de la nouvelle série.

## Arrêt de la série et absence de fin
La série ne comporte que 24 épisodes et a été arrêtée soudainement, sans fin clôturant harmonieusement la série.
Ainsi le spectateur ignore si la flotte de vaisseaux commandée par Adama retrouvera un jour la Terre ou non.
La fin d'une série à sa première ou seconde saison, sans saison ultérieure et sans conclusion, laissant le téléspectateur « sur sa faim », avait déjà eu lieu pour d'autres séries de science-fiction arrêtées inopinément, telles Les Envahisseurs (1967-1968) et Cosmos 1999 (1975-1978), et ultérieurement avec Code Quantum (1989-1993) ou encore V (1984-1985) et V (2009-2010).

## Récompenses
- Emmy Award 1979 : Meilleurs costumes
- Emmy Award 1979 : Meilleurs effets spéciaux pour l'épisode Galactica, la bataille de l'espace

## Produits dérivés

### Romans
- Glen A. Larson et Robert Thurston (trad. Jacques Polanis), Galactica, la bataille de l'espace, J'ai lu, 1980 (ISBN 2-277-21083-8)
- Christopher Golden et Richard Hatch, Battlestar Galactica Armageddon, Byron Preiss, 1er août 1997
- Richard Hatch, Battlestar Galactica Warhawk, Byron Preiss, 1er septembre 1998
- Richard Hatch et Stan Timmons, Battlestar Galactica Resurrection, iBooks,
- Richard Hatch, Battlestar Galactica Rebellion
- Richard Hatch, Battlestar Galactica Paradise, Byron Preiss, 1er septembre 1998
- Richard Hatch et Brad Linaweaver, Battlestar Galactica Destiny, iBooks, 10 décembre 2005
- Richard Hatch et Brad Linaweaver, Battlestar Galactica Redemption, iBooks, 10 octobre 2005

### Comics
- États-Unis :

Battlestar Galactica est adapté en comics de mars 1979 à 1980 chez Marvel Comics en 23 volumes par Roger McKenzie (scénariste), Walt Simonson (scénarios et dessins), Jim Shooter (éditeur), Ernie Colón, Jim Mooney, Dave Cockrum, Bob McLeod, Brent Anderson, Steven Grant, Tom DeFalco, Pat Broderick, Bill Mantlo, Sal Buscema, Klaus Janson, Jim Novak, John Costanza.
- France :

Deux albums de la Collection Télé Junior sont parus avec Gerald Forton aux dessins.
- Galactica : Le secret des Haroldiens (Album broché avec couverture souple de 48 pages contenant huit histoires complètes) (1er décembre 1981) :

- Galactica

- La planète des enfants

- Le secret des Haroldiens

- Le prix de la trahison

- La planète orange

- L'autre

- Les évadés d'Attrica

- Confusion
- Galactica : L'ombre de l'épouvante (album broché avec couverture souple de 48 pages contenant huit histoires complètes) (1er avril 1982) :

- L'ombre de l'épouvante

- L'épave venue d'ailleurs

- L'astre de la mort

- Les Podakoks, première partie

- Les Podakoks, deuxième partie

- Une étrange nuée

- Xenia et les Morlocks

- Le chasseur

### Jeux de société
- Battlestar Galactica (1978), de 2 à 4 joueurs, édité par Parker Brothers.
- Battlestar Galactica (1979), de 2 à 12 joueurs, conçu par Jordan Weisman et L Ross Babcock III, édité par FASA.
- Battlestar Galactica (2008), de 3 à 6 joueurs, conçu par Corey Konieczka et Andrew Navara, édité par Fantasy Flight Games.

### Jeu vidéo
- 1978 : Space Alert ou Battlestar Galactica: Space Alert, jeu électronique de Mattel Electronics[7] ;
- 1979 : Battlestar Galactica, projet avorté de Mattel Electronics sur Intellivision[8].

## DVD / Blu-ray
- La série est sortie dans son intégralité sur les deux formats en France, États-Unis, Grande-Bretagne et Allemagne.
- En France, l'intégrale est présente dans un coffret 7 DVD paru le 17 février 2004 puis réédité le 6 novembre 2007. Le ratio image est en 1.33.1 plein écran 4/3 en Français 2.0 et Anglais 5.1 avec sous-titres Français. En suppléments des scènes coupées, un making of, des photos et dessins de production et une interview des comédiens et du créateur de la série ainsi qu'un long documentaire sur l'expérience de la série et des souvenirs des acteurs[9].
- L'intégrale est aussi présente dans un coffret 9 blu-ray paru le 5 janvier 2016. Le coffret contient également la série Galactica 1980. Le ratio image est en 1.33.1 plein écran 16/9 en 1080p en français 2.0 DTS et anglais 5.1 DTS HDMA. Le coffret reprend les bonus du coffret DVD [10].